# 塞爾維亞19歲以下國家足球隊
塞爾維亞19歲以下國家足球隊（塞爾維亞語：Фудбалска репрезентација Србије за играче до 19 године）是塞爾維亞參加國際19歲以下足球賽事時的代表球隊，並且與塞爾維亞國家足球隊以及塞爾維亞21歲以下國家足球隊同樣接受塞爾維亞足球協會的指導而成立。其前身為南斯拉夫聯盟19歲以下國家足球隊，但先是在2003年2月時改名為「塞爾維亞與蒙特內哥羅19歲以下國家足球隊」，到了2006年6月時球隊成員才分成塞爾維亞19歲以下國家足球隊以及蒙特內哥羅19歲以下國家足球隊。塞爾維亞19歲以下國家足球隊從過去便曾多次參加國際足球總會以及歐洲足球協會聯盟所舉辦的各種賽事，除了在2005年歐洲U-19足球錦標賽和2009年歐洲U-19足球錦標賽於半決賽取得銅牌外，並且在2013年時贏得2013年歐洲U-19足球錦標賽冠軍。

## 外部連結
- （英文） Serbien U19
- （英文） SERBIA UNDER 19 （页面存档备份，存于）